# キャッチ!タッチ!ヨッシー!
『キャッチ!タッチ!ヨッシー!、Yoshi Touch  & Go』は、2005年1月27日に任天堂より発売されたニンテンドーDS用ソフト。アメリカでは同年3月14日、ヨーロッパでは同年5月6日に発売。タッチペンで雲を描き、ヨッシーとベビィマリオを誘導させる。開発時の名前は「バルーントリップ」。『スーパーマリオ ヨッシーアイランド』の世界観をモチーフとしている。

## ストーリー
一匹のコウノトリが双子の赤ちゃんを運んでいた。しかし、突然ベビィクッパの手下のカメックがコウノトリに向かっていく。コウノトリにぶつかり、コウノトリは1人の赤ちゃんを落としてしまった…。

## 操作方法
基本的にタッチパネルとマイク（またはボタン）を使って操作する。ベビィもヨッシーも自動で動く。
- タッチペン

雲を描く、シャボンを作る。シャボンを動かす。
ヨッシーにタッチでジャンプ、ふんばりジャンプ。それ以外をタッチするとタマゴ投げ。
- マイクまたはセレクトボタン

書いた雲を吹き飛ばす

## 基本ルール
タッチペンで雲を描くとベビィマリオやヨッシーがそれを伝って移動する。基本的に操作はできないが、ヨッシーのたまご投げやコインや一部の敵は雲を丸く描くとできる「シャボン」に包むことで動かすことはできる。ゲームモードによってルールが異なるが、「たてステージ」と「よこステージ」に分かれ、基本的なルールが決まっている。

### たてステージ
- 風船を使って上から下へふわふわ降りてくるベビィマリオを雲を使って誘導し、障害物や敵から避けつつもコインを集めるのが目的。
- 3回ベビィマリオに敵や障害物がぶつかってしまうとゲームオーバー。
- 0mから開始して1,000mになった時点でよこステージに移行する。
- 集めたコインの数によってヨッシーの色（＝よこステージの進行スピード&たまごの最大ストック数）が変わる。

### よこステージ
- ヨッシーが左から右（左利き設定では右から左）へ移動するのでそれをうまく誘導し、ベビィマリオを守りながらどこまで行けるか挑戦する。
- 敵にぶつかったり、トゲにあたる、穴に落ちるとゲームオーバー。
- ヨッシーはシャボンに包まれた敵やフルーツが近くにくると、自動的に食べてたまごとしてストックする。
- ストックしたたまごは投げたい方向にタッチすると投げることができ、投げることで敵を倒したり障害物を壊したりすることができる。
- スコアアタックの時はゴール時までのスコアが、エンドレスの時は1,000mからスタートし、ゲームオーバーになった時点の距離が記録となる。

## キャラクター
ヨッシー
本作の主人公。落ちてきたベビィマリオを乗せて冒険する。
ベビィマリオ
幼少時代のマリオ。空から落ちてきて、ヨッシーに助けられる。その後ヨッシーに乗って冒険する。
コウノトリ
ベビィマリオとベビィルイージを運んでいたがカメックに襲われふたりを落としてしまう。スコアアタックのゴールに登場する。
カメック
ベビィクッパの手下。チャレンジモードでタイマーが0になると突っ込んでくる。
ベビィルイージ
ベビィマリオの弟。カメックの手下にさらわれる。
ベビィクッパ
幼少時代のクッパ。チャレンジモードでゲームオーバーになるとカメックとともに現れケラケラ笑う。

## ゲームモード
スコアアタック
空面、地上面を含めてゴールまでのポイントを記録する。
エンドレス
空面最初からの距離を記録する。ゴールはなく、無限に歩く。地上面でのポイントが100を超える毎にスーパースターが出現して、それを取るとパワフルベビィになれる。
タイムアタック
スコアアタックで300点以上のスコアを出すと解放される。空面の1,000mを降りる時間＋地上面でベビィルイージを助ける時間を記録する。果てまで行ってしまうとゲームオーバー。
チャレンジ
エンドレスモードで3000m以上のスコアを出すと解放される。地上面でどこまで行けるかを記録する。カメックタイマーが0になるとゲームオーバー。カメックタイマーはポイントによって増える。